# Juraj Jánošík

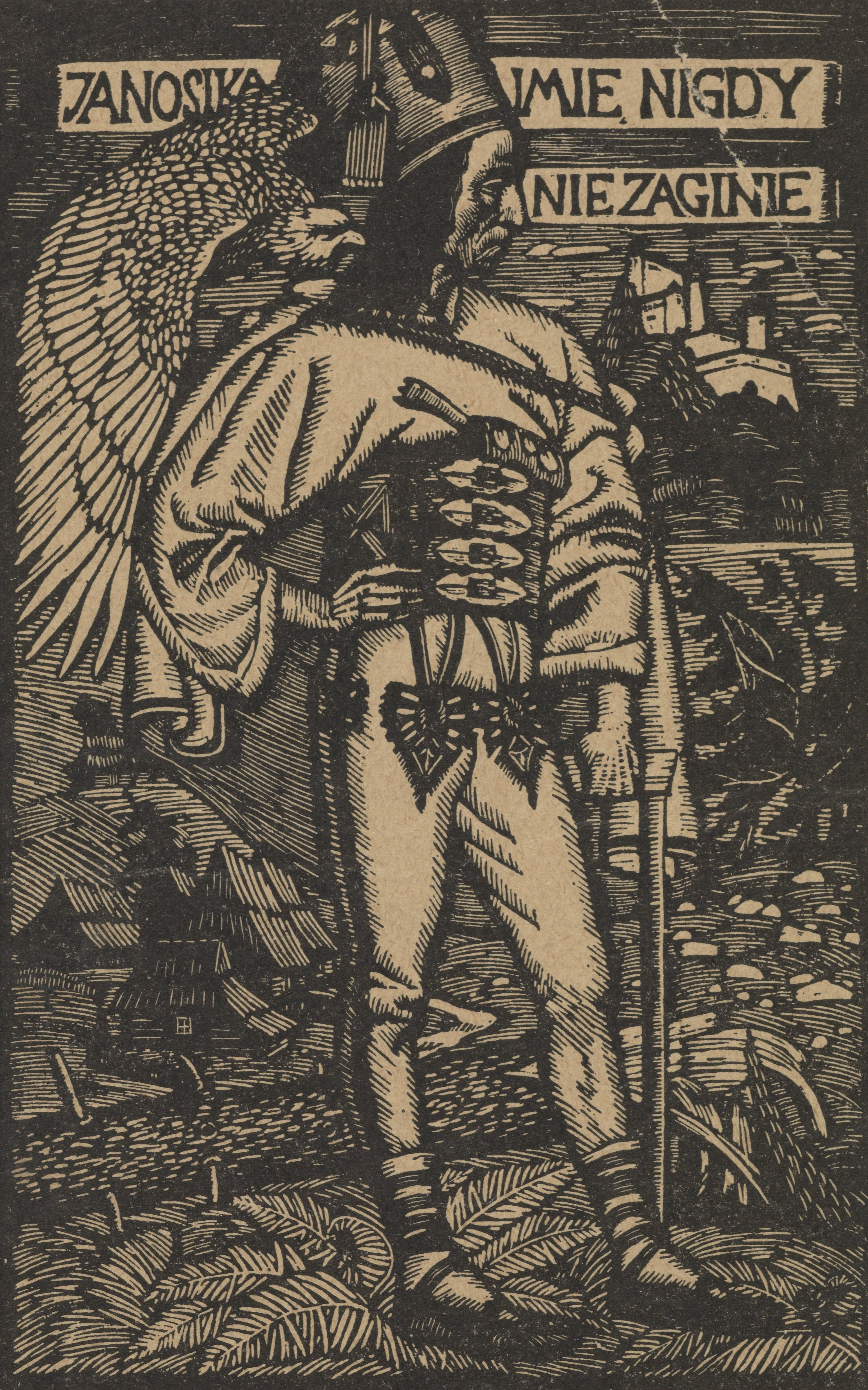
Jánošík egy lengyel fametszeten

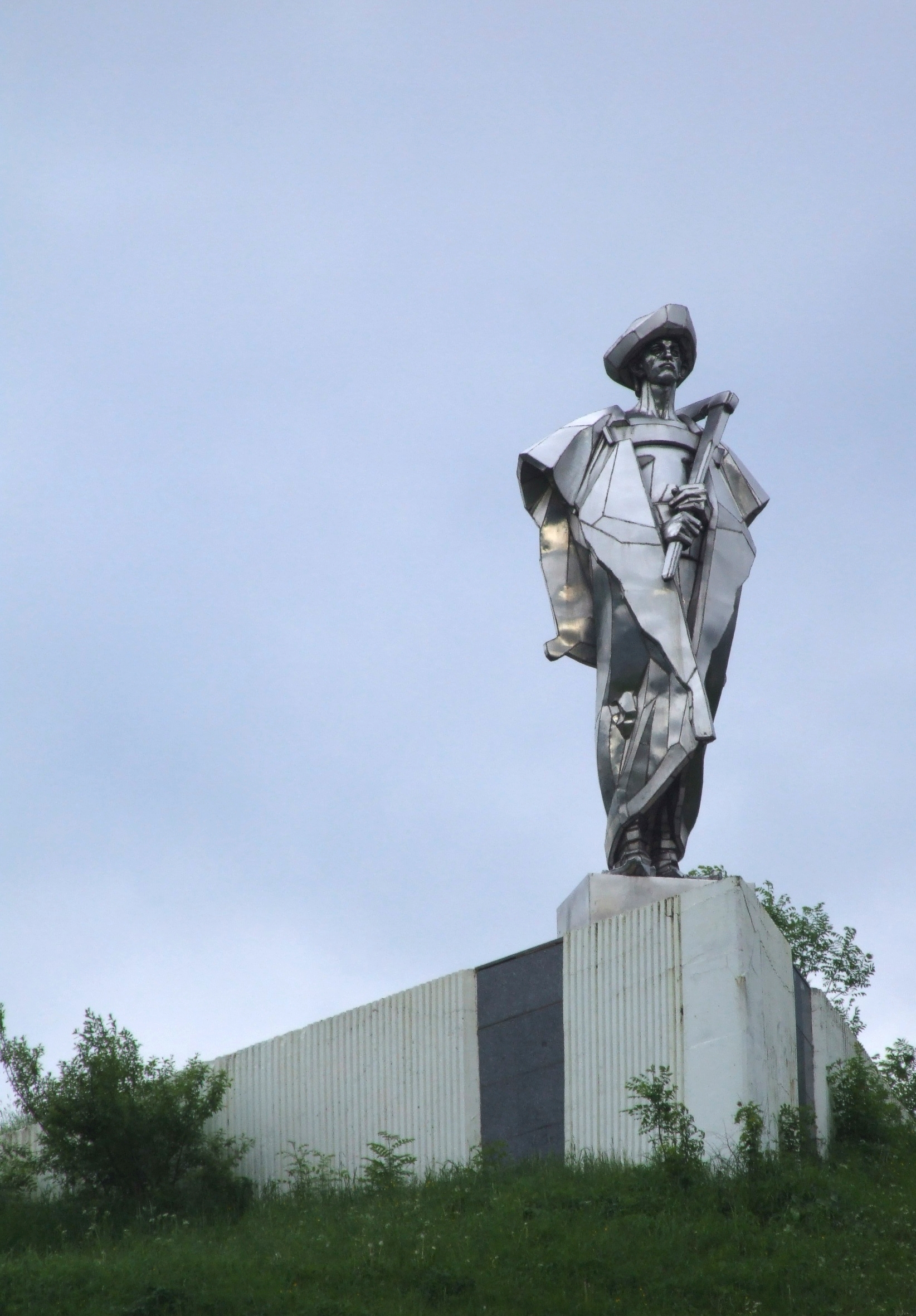
Jánošík monumentális emlékműve, Terhely, Szlovákia

Juraj Jánošík (Terhely, 1688. január 25. – Liptószentmiklós, 1713. március 17.) Juro néven is ismert és magyarul Jánosik Györgynek nevezett hírhedt szlovák betyár. Jánošík a szlovákok körében legendává vált, életét számos irodalmi mű és film dolgozza fel. A szlovák népköltészet és a hazafias hangvételű romantikus művészeti alkotások képzeletbeli attribútumokkal gazdagították legendává magasztalt alakját.

## Élete
1688-ban született Terhelyen, Trencsén vármegyében. A falu környéki hegyi tanyákon nőtt fel. Bár ekkoriban már megszűnt Thököly Imre kuruc állama, a Felső-Magyarországi Fejedelemség, de a Felvidéken a kuruc felkelők tevékenysége aktív maradt. Már a bujdosók soraiban is rengeteg volt a szlovák, jelentékeny számban vettek részt továbbá Thököly küzdelmeiben, illetve a hegyaljai felkelésben. Jánošík tizennyolc évesen beállt Rákóczi kuruc seregébe, ahol Winkler Vilmos gyalogezredében szolgált. Az ezred állománylistáján szerepel is a neve. Amikor 1708-ban a trencséni csatában a császári csapatok vereséget mértek Rákóczi seregére, fogságba esett, és kényszersorozás útján a császár szolgálatába került, ezzel szemben más vélemények szerint önként pártolt át a császáriakhoz. Rabőrként szolgált a biccsei várban, ahol megismerkedett az egyik fogvatartottal, Tomáš Uhorčík zsiványkapitánnyal.
Jánošíkot szülei pénzért megváltották a katonai szolgálat alól, s visszatért szülőfalujába, de amikor Uhorčík 1711-ben megszökött, beállt a bandájába. A zsiványok esküjét szeptember 29-én tette le. Többek között lovakat csempészett Lengyelországból. Később a zsiványok kapitányává választották, de nem sokáig töltötte be ezt a tisztséget, mert a liptói pandúrok 1713-ban elfogták. Kínzást sem nélkülöző bírósági tárgyaláson fosztogatás és a Rákóczi-szabadságharcban való részvétel vádjával halálra ítélték, és 1713. március 17-én Liptószentmiklóson kivégezték.

## Kultuszának kialakulása
A modern szlovák nemzeti szimbólumok keletkezése a 18. század második felében kezdődött. A népi kultúra előtérbe kerülésével lett egyik-másik néphagyomány által tisztelt hős fokozatosan szlovák nemzeti hőssé. Eleinte más népi származású betyár neve is ismertté vált. A betyárok heroizmusa azonban csakhamar Juraj Jánošík személyében összpontosult, ő lett az új hős, aki a dacot és az erőt, a társadalmi és emberi igazságtalansággal való határozott ellenállást testesítette meg.

## Érdekességek
- 1948-ban róla kapta szlovák nevét Dénesd (Jánošíková).
- Ő szerepel az 1944-ben kibocsátott 500 koronás bankjegy előlapján.
- Ján Cikker (1911–89) szlovák zeneszerző operát (Juro Jánošik) írt róla, amit 1954-ben mutattak be Pozsonyban.
- 2008-ban František Kašický szlovák védelmi miniszter lemondása előtt őrnaggyá léptette elő.[4]
- A vajdasági Újsándorfalva névadója Janošik.
- A ŽSSK 671-es sorozatú motorvonat beceneve Jánošík.[5]